# Gerald Govan
Gerald Govan (Jersey City, Nueva Jersey, 2 de enero de 1942) es un exjugador de baloncesto estadounidense que disputó nueve temporadas en la ABA. Con 2,08 metros de estatura, jugaba en las posiciones de ala-pívot o pívot.

## Trayectoria deportiva

### Universidad
Jugó durante su etapa universitaria en el pequeño Saint Mary of the Plains College de Kansas, donde fue el máximo anotador y reboteador del equipo. Es uno de los dos únicos jugadores, junto con Donald Dee salidos de esa universidad que han llegado a jugar en la NBA o la ABA.

### Profesional
Fue elegido en la octogésimo octava posición del Draft de la NBA de 1964 por St. Louis Hawks, pero no fue hasta 1967 cuando comenzó su andadura en el profesionalismo, al fichar por los New Orleans Buccaneers de la ABA.
En sus dos primeras temporadas se repartió los minutos en la posición de pívot con Red Robbins, y no fue hasta la temporada 1969-70 cuando comenzó a sobresalir, proimediando 12,5 puntos y 14,5 rebotes por partido, lo que le valió para disputar su primer y único All-Star Game.
Al año siguiente, con el equipo recolocado en Memphis con la denominación de Memphis Pros, fue el jugador que más minutos disputó en toda la liga, 44,0 por partido. A pesar de ello sus estadísticas bajaron a 8,5 puntos y 13,5 rebotes por encuentro. Tras una temporada más en los Pros, fue traspasado a los Utah Stars a cambio de Merv Jackson.
En los Star jugó tres temporadas sin perderse ni un solo partido, pero sus cifras ya no volvieron a ser tan destacadas. En la temporada 1974-75, la úntima que disputó con ellos, promedió 6,7 puntos y 7,2 rebotes por encuentro. Al año siguiente fue traspasado a Virginia Squires a cambio de una futura opción en el draft, pero fue despedido en el mes de diciembre, poniendo fin a su carrera.
Es uno de los pocos jugadores que disputaron las nueve temporadas de la ABA. Acabó como tercer máximo reboteador de la liga, con 7.119 rechaces, solo superado por Mel Daniels y Artis Gilmore, una media de 10,5 por partido.

## Estadísticas de su carrera en la ABA

### Temporada regular
| Temp.     | Edad | Equipo                 | Liga | Pos. | P   | TIT | MIN  | TC  | TCA  | %TC  | 3P  | 3PA | %3P   | 2P  | 2PA  | %2P  | TL  | TLA | %TL  | R.OF. | R.DF. | REB  | ASI | ROB | TAP | PER | FP  | PTS  |
| 1967-68   | 26   | New Orleans Buccaneers | ABA  | C    | 78  |     | 20.3 | 2.0 | 5.0  | .400 | 0.0 | 0.0 | 1.000 | 2.0 | 5.0  | .398 | 1.0 | 1.7 | .603 |       |       | 7.6  | 1.2 |     |     | 1.3 | 2.0 | 5.0  |
| 1968-69   | 27   | New Orleans Buccaneers | ABA  | C    | 77  |     | 24.7 | 2.7 | 7.0  | .393 | 0.0 | 0.1 | .250  | 2.7 | 6.9  | .394 | 1.7 | 2.7 | .644 | 2.7   | 6.4   | 9.1  | 1.9 |     |     | 2.1 | 3.1 | 7.2  |
| 1969-70 ★ | 28   | New Orleans Buccaneers | ABA  | C    | 84  |     | 44.1 | 5.0 | 12.4 | .404 | 0.0 | 0.1 | .091  | 5.0 | 12.3 | .408 | 2.5 | 3.4 | .730 | 3.4   | 11.1  | 14.5 | 4.6 |     |     | 3.2 | 3.3 | 12.5 |
| 1970-71   | 29   | Memphis Pros           | ABA  | C    | 84  |     | 44.0 | 3.5 | 9.5  | .373 | 0.0 | 0.0 | .250  | 3.5 | 9.4  | .373 | 1.4 | 2.3 | .623 | 3.3   | 10.3  | 13.5 | 4.8 |     |     | 3.3 | 3.4 | 8.5  |
| 1971-72   | 30   | Memphis Pros           | ABA  | PF   | 83  |     | 41.1 | 3.3 | 8.7  | .385 | 0.0 | 0.0 |       | 3.3 | 8.7  | .385 | 2.0 | 2.8 | .704 | 3.7   | 10.5  | 14.2 | 4.2 |     |     | 2.9 | 3.1 | 8.6  |
| 1972-73   | 31   | Utah Stars             | ABA  | C    | 84  |     | 28.7 | 2.7 | 6.3  | .432 | 0.0 | 0.0 |       | 2.7 | 6.3  | .432 | 1.0 | 1.6 | .600 | 2.1   | 7.4   | 9.5  | 3.0 |     |     | 2.0 | 3.3 | 6.4  |
| 1973-74   | 32   | Utah Stars             | ABA  | C    | 83  |     | 33.3 | 3.1 | 6.5  | .471 | 0.0 | 0.0 | .000  | 3.1 | 6.5  | .473 | 0.9 | 1.3 | .689 | 1.7   | 7.1   | 8.8  | 3.0 | 0.7 | 0.6 | 1.9 | 3.1 | 7.0  |
| 1974-75   | 33   | Utah Stars             | ABA  | PF   | 84  |     | 33.2 | 2.8 | 7.2  | .397 | 0.0 | 0.0 | .500  | 2.8 | 7.1  | .397 | 1.0 | 1.3 | .790 | 1.4   | 5.7   | 7.2  | 2.7 | 0.9 | 0.4 | 2.3 | 2.6 | 6.7  |
| 1975-76   | 34   | Virginia Squires       | ABA  | C    | 24  |     | 27.4 | 2.4 | 5.5  | .435 | 0.0 | 0.0 |       | 2.4 | 5.5  | .435 | 1.0 | 1.2 | .821 | 1.8   | 4.9   | 6.7  | 2.3 | 0.3 | 0.5 | 2.0 | 2.7 | 5.7  |
| Total     |      |                        | ABA  |      | 681 |     | 33.7 | 3.1 | 7.8  | .405 | 0.0 | 0.0 | .208  | 3.1 | 7.7  | .406 | 1.4 | 2.1 | .678 | 2.6   | 8.2   | 10.5 | 3.2 | 0.7 | 0.5 | 2.4 | 3.0 | 7.7  |

### Playoffs
| Temp.   | Edad | Equipo                 | Liga | Pos. | P  | TIT | MIN  | TC  | TCA  | %TC  | 3P  | 3PA | %3P  | 2P  | 2PA  | %2P  | TL  | TLA | %TL  | R.OF. | R.DF. | REB  | ASI | ROB | TAP | PER | FP  | PTS  |
| 1967-68 | 26   | New Orleans Buccaneers | ABA  | C    | 17 |     | 17.1 | 1.4 | 4.5  | .312 | 0.0 | 0.0 |      | 1.4 | 4.5  | .312 | 1.2 | 1.9 | .625 |       |       | 6.8  | 1.4 |     |     | 2.0 | 2.7 | 4.0  |
| 1968-69 | 27   | New Orleans Buccaneers | ABA  | C    | 11 |     | 28.8 | 4.6 | 10.4 | .447 | 0.1 | 0.2 | .500 | 4.5 | 10.2 | .446 | 1.8 | 2.5 | .741 |       |       | 9.8  | 2.5 |     |     | 3.4 | 3.6 | 11.2 |
| 1970-71 | 29   | Memphis Pros           | ABA  | C    | 4  |     | 45.5 | 2.8 | 8.0  | .344 | 0.0 | 0.0 |      | 2.8 | 8.0  | .344 | 2.3 | 2.5 | .900 | 6.8   | 8.5   | 15.3 | 5.5 |     |     | 3.3 | 4.5 | 7.8  |
| 1972-73 | 31   | Utah Stars             | ABA  | C    | 10 |     | 33.0 | 2.8 | 7.8  | .359 | 0.0 | 0.0 |      | 2.8 | 7.8  | .359 | 1.2 | 1.5 | .800 | 1.9   | 9.3   | 11.2 | 3.6 |     |     | 2.6 | 3.7 | 6.8  |
| 1973-74 | 32   | Utah Stars             | ABA  | C    | 18 |     | 39.7 | 4.1 | 10.2 | .402 | 0.0 | 0.0 |      | 4.1 | 10.2 | .402 | 0.7 | 1.1 | .650 | 2.7   | 10.9  | 13.7 | 4.1 | 1.0 | 1.2 | 1.9 | 3.6 | 8.9  |
| 1974-75 | 33   | Utah Stars             | ABA  | PF   | 6  |     | 16.2 | 0.2 | 2.0  | .083 | 0.0 | 0.0 |      | 0.2 | 2.0  | .083 | 0.3 | 0.8 | .400 | 0.5   | 1.8   | 2.3  | 1.3 | 0.2 | 0.7 | 1.2 | 2.8 | 0.7  |
| Total   |      |                        | ABA  |      | 66 |     | 29.2 | 2.9 | 7.5  | .380 | 0.0 | 0.0 | .500 | 2.8 | 7.5  | .380 | 1.2 | 1.7 | .697 | 2.6   | 8.8   | 10.0 | 2.9 | 0.8 | 1.1 | 2.3 | 3.4 | 6.9  |